# Craterocolla
Craterocolla — рід грибів родини Exidiaceae. Назва вперше опублікована 1888 року.

## Класифікація
До роду Craterocolla відносять 6 видів:
- Craterocolla cerasi
- Craterocolla insignis
- Craterocolla lilacina
- Craterocolla minuta
- Craterocolla pura
- Craterocolla rubella